# نائلة الأطرش
نائلة الأطرش، مخرجة أفلام سورية، وممثلة تليفزيون ومسرح، وهي مخرجة في المسرح العربي. قامت باخراج أكثر من أربعين عمل في العالم العربي، أوروبا، أفريقيا والولايات المتحدة. حصلت نائلة على جائزة أفضل ممثلة في مهرجان قرطاج السينمائي لدورها في فيلم أحداث السنة القادمة. ورؤية عملها كتشجيع للجمهور للتفكير في طرق لتحدي نظام الأسد، وغادرت نائلة سوريا عام 2012. وحاليا هي أستاذ مساعد زائر في دراسات الشرق الأوسط والإسلامية بجامعة نيويورك بالتعاون مع سكولارز أوف ريسك.

## حياتها
ولدت نائلة في سوريا، واهتمت بالنشاط كمراهقة، وصرحت أن ذلك كان عندنا بدأت عضويتها في الحزب الشيوعي. عندها، كانت في صراع مباشر مع خلفيتها كطبقة عليا. هذا الصراع يمكن النظر إلى تأثيره على اختياراتها كمخرجة. خلال وجودها في الحزب الشيوعي، بدأ يظهر اهتمامها بالقضايا السياسية، الاجتماعية والقضائية، مما شكل نظرتها للعالم من عمر صغير.
نائلة الأطرش أيضا أشارت إلى جدها، سلطان باشا، كمصدر إلهام لعملها. كزعيم درزي قوي، حارب من أجل استقلال سوريا عن فرنسا عام 1925. كما أنه قام بحملة لتوحيد الجيش العرب لتحرير فلسطين عام 1948.

## دراستها
تخرجت نائلة الأطرش من معهد بلغاريا العالى للفنون المسرحية عام 1978. واستلمت بعد ذلك جائزة مافا في الاخراج والتمثيل من الاكاديمية الوطنية للسينما والمسرح في صوفيا، بلغاريا. وفي حفل هيدا، أخرجت نائلة عرض باسم «النار والزيتون» بقلم الكاتب المسرحي المصري ألفريد فرج. هذه المسرحية تسلط الضوء على علاقة بين يهود فلسطين والمسلمين. كيف لهذه العلاقة غيرت في إنشاء فلسطين عام 1948. تحكى عن قصة حب اثنين من فلسطين، أحدهما ضابط إسرائيلي والأخر محارب ليبرالي. وقالت نائلة أن هذه المسرحية شكلت نقطة تحول في علاقتها مع زملائها البلغاريين. وبعد أن تخرجت نائلة، عادت إلى دمشق، العاصمة السورية. وطن نائلة الأطرش كان أهم جزء في حياتها؛ سوريا حيث يعيش كل من تحب وأكثر مكان حيث تشعر بالراحة.

## سيرتها
نائلة الأطرش مخرجة، وممثلة سينما، تليفزيون، مسرح وأستاذ مسرح. واستلمت بعد ذلك جائزة مافا في الاخراج والتمثيل من الاكاديمية الوطنية للسينما والمسرح في صوفيا، بلغاريا. أخرجت نائلة أكثر من 40 عمل في العالم العربي، أوروبا، أفريقيا والولايات المتحدة. وعملت سابقا كرئيس برنامج التمثيل بمعهد هوغ للفنون المسرحية بدمشق. حيث شاركت في ندوات وتحكيم مهرجانات. وغادرت سوريا عام 2012 عندما حصلت على عمل في جامعة نيويورك. حاليا هي باحثة فيفان جي برنس بقسم الدراما في جامعة نيويورك، وتُدرس الملف والمسرح السوري، والإخراج المسرحي في مدرسة إيتو / تيش للفنون. حصلت نائلة الأطرش على جائزة أفضل ممثلة بمهرجان قرطاج السينيمائي عن دورها في فيلم أحداث السنة القادمة.

## مغادرة سوريا
غادرت نائلة جامعة كيب حيث كانت تُدرس، وعادت إلى موطنها سوريا عام 2011. لكن، بسبب تزايد قوة نظام الأسد واعتداءه على المتظاهرين السوريين المؤيدين للديمقراطية، كانت فرصة العمل في حركة المعارضة تختفى ببطء. ولمكافحة ذلك، أنشأت نائلة الأطرش وأصدقاء مجموعات إغاثة تطوعية؛ كان هدفهم تقديم الدعم للمشردين ومن تأثروا بالأحداث.
أرادت هذه المجموعات الإغاثة التطوعية التركيز على الأطفال الذين دمرت الأحداث مدارسهم. ولكن، كان من الصعب الحفاظ على هذا العمل بسبب عين الجهاز الأمني للنظام المراقبة. هذا العمل، بالإضافة إلى مواقفها السياسية القوية جعلتها تشكل تهديد مباشر على النظام.
أصبحت نائلة الأطرش معرفة مع ريسك خلال عملها بجامعة نيويورك عام 2008. في هذا الوقت، كانت نائلة تحت الإقامة الجبرية، ومُنعت من السفر. وأُقيلت من منصبها بالجامعة عام 2001. هذا بدوره، جعلها تستلهم اهتمامها مع سار. الذي عرض عليها وظيفة خارج سوريا في أغسطس 2012. ورغم صعوبة القرار بترك موطنها. إلا أن شغف نائلة دفعها في الإستمرار.
و قد وجدت نائلة في اهتماما بالمسرح للعلاج. وتقول نائلة أن هذا: نوع من المسرح له شعبية حاليا، لأنه يساعد الناس على استيعاب ظروفهم. بينما أنت قادر على أن تحكي قصتك. فإنه يوزانك، وإذا كنت قد عانيت من صدمة بإمكانه. إذا أمكن، أن يخفف عنك هذه الصدمة. " 